# Xylocopa assimilis
Xylocopa assimilis là một loài Hymenoptera trong họ Apidae. Loài này được Ritsema mô tả khoa học năm 1880.